# Psicología de las actitudes
Puede clasificarse a las ramas de la psicología según las variables relevantes que las caractericen, de ahí la justificación de la denominación de psicología de las actitudes. Esta rama de la psicología puede considerarse como una parte integrante de la psicología social, por cuanto la actitud es una variable básica en aquella.

## El concepto de actitud
Escribe Kimball Young:

“Por desgracia, el término actitud tiene dos significados, uno amplio y otro estrecho. Fue usado primero en un sentido bastante limitado, para indicar una predisposición motriz y mental a la acción. Después se lo empleó con un alcance algo mayor, para señalar tendencias reactivas específicas o generalizadas, que influyen sobre la interpretación de nuevas situaciones y la respuesta frente a estas.

Algunos autores, sin embargo, han usado el término actitud para referirse a la totalidad de la vida interior ―la masa apereceptiva de ideas, opiniones y disposiciones mentales― en contraste con las pautas y hábitos manifiestos.[cita requerida] Sobre la base de una significación tan amplia e imprecisa, tanto profanos como psicólogos continúan considerando que los términos opinión y actitud son sinónimos.[cita requerida]
Por nuestra parte, vamos a emplear la palabra en un sentido más estricto, que indica una tendencia a la acción. Una actitud es esencialmente una forma de respuesta anticipatoria, el comienzo de una acción que no necesariamente se completa. En este sentido, resulta mucho más dinámica y permite predecir más fácilmente las tendencias del comportamiento que una mera opinión o idea.
Es preciso señalar tres rasgos importantes propios de la actitud. En primer lugar, si bien no deben ser confundidas con imágenes o ideas verbalizadas (palabras), las actitudes están generalmente asociadas a imágenes, ideas u objetos externos de la atención. En segundo lugar, las actitudes expresan una dirección. Vale decir, no solo señalan el comienzo de la respuesta manifiesta a una situación, sino que también imprimen dirección a esa actividad. Se caracterizan por implicar acercamiento o alejamiento, gusto o disgusto, reacciones favorables o desfavorables, amores u odios, y cómo estos están dirigidos a situaciones específicas o generalizadas. En tercer lugar, las actitudes –al menos las más significativas- están vinculadas con sentimientos y emociones. Asociaciones de agrado o desagrado respecto de un objeto o situación –miedo, cólera, amor y todas las complejas emociones aprendidas- intervienen en las actitudes.

Las actitudes son hábitos internos en su mayor parte inconscientes, e indican las tendencias reales que la conducta manifiesta mejor que las expresiones verbalizadas que llamamos opiniones. Entonces, si se trata de predecir el comportamiento de un individuo, es más importante conocer sus actitudes que conocer sus imágenes mentales, sus ideas o sus opiniones.
Las actitudes ofrecen, pues, un indicio para desenredar la maraña de las motivaciones humanas. En suma, pues, se puede definir una actitud como la tendencia o la predisposición aprendida, más o menos generalizada y de tono afectivo, a responder de un modo bastante persistente y característico, por lo común positiva o negativamente (a favor o en contra), con referencia a una situación, idea, valor, objeto o clase de objetos materiales, o a una persona o grupo de personas.

## Orígenes y significado de las actitudes
Gino Germani escribió:

“Frente a la variedad de las acciones sociales, siempre pareció necesario crear categorías que permitieran reducir la inagotable diversidad de la experiencia a tipos comunes, al par que hallar sus causas más generales. Dejando a un lado las explicaciones fundadas sobre factores biológicos, geográficos o físicos, nos interesan aquí las categorías de naturaleza mental, ya sean colectivas o bien individuales”.

“En la sociología norteamericana, la actitud fue introducida por W.I. Thomas y F. Znaniecki en su investigación sobre El campesino polaco en Europa y en América. El tema central de la obra es el análisis del choque entre dos culturas diversas, estudiado a través de las transformaciones producidas en las formas de vida y en la psicología de los inmigrantes polacos en América”.
“Las actitudes son los tipos de conducta que se dan en la realidad: son los fenómenos observables. Su papel en la investigación social, dicen Park y Burguess, es comparable al de los átomos de las sustancias simples en química; los deseos, en este caso, corresponden a los electrones. No observamos deseos, observamos actitudes concretas, pautas de conducta”.
“La actitud no se agota en la acción misma, sino que es una forma relativamente estable que se reproduce cada vez que se presenta la correspondiente configuración, de ahí lo imprescindible de postular una «disposición», una «tendencia a actuar», con lo cual tiene nuevamente cabida un elemento de introspección”.
“La actitud representaría el mecanismo individual a través del cual las influencias biosociales y socioculturales se traducen en la conducta manifiesta de un individuo. Este traducirse puede dejar lugar a diferentes especies de desviaciones con respecto a un proceso puramente determinista. De este modo, la posible creatividad de la respuesta individual no queda excluida del esquema de la acción”.

## Personalidad
Varias son las teorías de la personalidad propuesta dentro de la psicología. Debido a la generalidad del concepto de actitud, se hace evidente la existencia de una teoría implícita de la personalidad. Gino Germani escribió:

“Estos dos autores (Sherif y Cantril) han señalado otros rasgos que no sólo recogen la experiencia de la labor experimental realizada en los decenios anteriores, sino que permiten la integración de la actitud en una teoría de la personalidad y de la formación del yo. En primer lugar, destacan el carácter de relativa permanencia que debe poseer la actitud”. “El desarrollo de la teoría de la personalidad y la rica cosecha de observaciones y experimentos realizada en este campo han afirmado la existencia de la unidad de la persona –o, por lo menos, de su unidad tendencial- y de las actitudes con sus rasgos permanentes. En segundo lugar –recuerdan Cantril y Sherif- toda actitud supone una relación de sujeto a objeto, siendo este último siempre un objeto sociocultural; material o inmaterial (casa, auto, estatua, norma, valor, símbolo), personal (un individuo, un grupo), o un complejo de todos ellos”.
“Con el desarrollo de la teoría de la personalidad social básica, sobre todo por obra de antropólogos sociales, el concepto de actitud puede integrarse en una teoría más comprensiva en que se combinen los factores socioculturales y los puramente biográficos o personales”.

## Creencias y actitudes
Gino Germani escribe:

“La distinción que proponen D. Krech y R.S. Crutchfield entre creencias y actitudes parece ser muy conveniente. La creencia es «una organización durable de las percepciones y de los conocimientos relativos a ciertos aspectos del mundo de un individuo», mientras que la actitud es «una organización durable de los procesos emocionales, motivacionales, perceptivos y cognoscitivos referentes a ciertos aspectos del mundo de un individuo», o sea que toda actitud supone un elemento cognoscitivo, la creencia; en realidad, la actitud es una creencia adicionada de carga afectiva y volitiva, mientras la creencia es emocionalmente neutra”.

## Opiniones y actitudes
Gino Germani escribe:

“Si bien es cierto que una opinión es siempre la manifestación de una actitud, no toda actitud se manifiesta como opinión. Para que así ocurra debe haber conflicto de actitudes y, por consiguiente, conflicto entre sus manifestaciones, las cuales sólo así adquieren el carácter de opiniones. Las actitudes que son unánimes no originan discusión, rigen incontrastadas en toda la sociedad y no dan lugar al fenómeno de la opinión”.
“En resumen, podemos definir la opinión como la expresión, ya sea verbal o de otra índole, de actitudes, siempre que se produzca en una situación de controversia; es decir, cuando no exista unanimidad sobre el mismo valor social”.

## Factores determinantes de la actitud
Leo Kanner escribió:

“Las expresiones de las actitudes de la conducta tienen varios aspectos básicos comunes:
1. Todas las actitudes se expresan como reacciones afectivas provocadas por las personas y las situaciones, y así es como las ve el observador.
2. El significado que tiene una situación para el individuo depende menos de sus factores reales, «objetivos», que de la forma en que aparece ante él y de la impresión que le produce, o sea de la actitud que el individuo asume ante la situación. (Lo han demostrado claramente los estudios sociológicos de la propaganda y los prejuicios).
3. Las actitudes se desarrollan. Unas veces el origen se ve claramente, pero otras veces está incrustado tan profundamente en relaciones anteriores, que se requiere un gran esfuerzo para comprender el «tema» total.
4. Las actitudes son creadas por las actitudes de los demás, que influyen en ellas y pueden modificarlas, favorable o desfavorablemente; éstas son, por consiguiente, determinantes esenciales de la personalidad y de la conducta.

Las actitudes de los demás son tan importantes en la psicología y en la psicopatología, como los agentes bacterianos y tóxicos y las drogas medicamentosas en la salud y la enfermedad del cuerpo. El valor de las actitudes de los demás como fuerza motivadora ha sido demostrado muchas veces”.

## Actitudes y personalidad
Una parte de los estudios en psicología consiste en determinar alguna respuesta, ante cierto estímulo, para comprobar alguna hipótesis respecto de cierto comportamiento parcial o localizado. En psicología social, por el contrario, se considera a la actitud como una respuesta de toda nuestra personalidad (afectiva, intelectual, etc.). Esta respuesta característica de cada individuo responde a alguna de las tendencias generales del comportamiento humano, tales como cooperación y competencia. Jack H. Curtis ha puesto en claro este aspecto de las actitudes por lo que escribió:

“Es necesario comprender el concepto de actitud, pues las actitudes son los procesos unitarios básicos de la personalidad. La personalidad, en el sentido que la considera la psicología social, es el conjunto organizado de actitudes emocionales e intelectuales que el individuo ha erigido a través de los sistemas y estados, y que le capacita para tratar con otros y consigo mismo en la interacción social. La fuente de estas actitudes es principalmente la previa preparación del individuo en las agrupaciones sociales (con sus normas culturales)”.

“Las actitudes son predisposiciones a obrar, percibir, pensar y sentir en relación a los objetos y personas. En este sentido, las actitudes no se refieren tanto a la respuesta actual cuanto a la dirección establecida. Puesto que una cualidad de las actitudes es que requieren un objetivo de orientación hacia el que se muestran positivas o negativas, se desprende que la dirección es algo esencial de las actitudes.

La actitud no existe si falta un objeto de orientación o una tendencia, en uno u otro sentido, hacia un objeto. En el medio social estos objetos se denominan intereses y valores del sujeto. Otra cualidad de las actitudes es que son estados más o menos persistentes, es decir, tienden mantenerse a través del tiempo. Sin embargo, es una equivocación pensar que las actitudes son fijas y estáticas y no pueden experimentar cambios. Las actitudes aprendidas por medio del aprendizaje pueden modificarse, y a menudo se modifican, por medio del aprendizaje”.

## Cambio de actitud
La influencia que recibimos del medio social proviene principalmente del cambio de nuestra actitud ocasionado por la presencia o la referencia de otras personas. Nuestro mejoramiento personal, como nuestro empeoramiento, pueden provenir del cambio de actitud mencionado. Tanto los procesos beneficiosos para los pueblos, como las grandes catástrofes sociales, han sido promovidos por la actitud de unos pocos líderes que pudieron modificar actitudes a niveles generalizados.
Edward E. Jones y Harold B. Gerard escribieron: 

“Las actitudes se forman a través de la experiencia y, a pesar de su relativa estabilidad, pueden ser cambiadas mediante esa misma experiencia. Considérese la multiplicidad de los acontecimientos cotidianos que se disponen deliberadamente para que afecten nuestras opiniones e influyan en el modo como nos comportamos.

“Los artículos editoriales de los periódicos pueden dirigir nuestra atención hacia algún problema social o político con la esperanza de estimularnos a la acción”. “Nuestras creencias y acciones son el blanco de muchos mensajes que crean presiones con la finalidad de cambiar nuestras actitudes e inducirnos a un comportamiento que, de otra manera, no emprenderíamos”. 
“También existen fuerzas contrarias que tratan de apuntalar las actitudes que ya poseemos. Para que las actitudes puedan persistir, han de sobreponerse a las presiones que compiten con ellas”.

“La actitud es una predisposición para acercarse (valorar positivamente) o evitar (valorar negativamente) cierta clase de objetos. Las opiniones son expresiones verbales de disposiciones subyacentes. Por tanto, ya que las opiniones se definen como expresiones concretas de las actitudes, probablemente sea más apropiado indagar las funciones de las actitudes en sí”

## Actitudes y predicciones
Si no existiese una actitud o respuesta característica en cada persona, sería imposible poder predecir su comportamiento. Incluso la propia persona no podría mantener objetivos de largo plazo y su vida carecería de sentido. Edward E. Jones y Harold B. Gerard escribieron:

“Quizá imaginando qué sería la vida si se careciera de actitudes podremos lograr alguna idea sobre su trascendencia en el funcionamiento normal del hombre. El organismo carente de actitudes no podría tomar fácilmente decisiones entre los diversos modos de actuar. Por el contrario, tal organismo se vería obligado a ejecutar cálculos intensos sobre cuáles serían las recompensas o castigos que se podrían esperar en cada nueva situación.

No sólo sería ineficiente para el organismo, sino que también las consecuencias sociales de carecer de actitudes serían dramáticas. Sin duda, el trato humano normal sería más primitivo y reflexivo si no fuera posible hacer generalizaciones sobre preferencias o predisposiciones del otro. El podernos anticipar al proceder de otros quedaría reducido a un conocimiento muy general del comportamiento específico de la especie y no nos proporcionaría líneas guía que nos permitiera anticipar diferencias individuales en el comportamiento”.